# قلعه جاکی
بقایای قلعه جاکی مربوط به سده‌های متاخر دوران‌های تاریخی پس از اسلام است و در شهرستان گچساران، بخش مرکزی، دهستان لیشتر، ۱۷۰۰ متری جنوب غربی روستای انجیرسیاه واقع شده و این اثر در تاریخ ۷ خرداد ۱۳۸۷ با شمارهٔ ثبت ۲۲۹۸۶ به‌عنوان یکی از آثار ملی ایران به ثبت رسیده است.